# 和同開珎
和同开珎（日语：／ Wadōkaichin/Wadōkaihō）是日本最早铸造并发行的官方货币，初造于日本和铜元年（公元708年）五月，也是日本“皇朝十二钱”之首。

## 概况
和同开珎为方孔钱，形制与同时期中国唐朝的开元通宝类似。每枚直径约24mm，中间方孔边长约7mm，正面依顺时针方向铸有“和同开珎”四字，背面无铭文。
在和同开珎开铸之前，日本的商品交易都是以稻米和布帛等实物作为货币，后期也有朝鲜半岛传入日本以及日本本国私铸的無文銀錢。文武天皇三年（公元700年），铸钱司设立，负责铸造钱币。大宝二年，以粟田真人为首的遣唐使赴中国考察货币制度。和同开珎开铸于公元708年。这一年正月，有人在武藏国秩父郡（今埼玉县秩父郡）发现自然铜矿（即“和铜”）并献给朝廷，元明天皇因此下诏改元，改庆云五年为和铜元年；二月，催铸钱司设立，负责监督各地铸钱司；五月开铸“和同开珎”银币，八月开铸“和同开珎”铜币。
为推广新钱币，和铜三年（公元711年），日本政府又颁布了“蓄钱叙位令”，如积蓄一定钱币，即可授予官位。但这一举措反而导致市面上流通货币减少。后来日本私铸钱币泛滥，和同开珎出现贬值。天平宝字四年（公元760年），“万年通宝”开始发行，一枚万年通宝等于十枚和同开珎，但最终造成了币制混乱。天平神护元年（公元765年），“神功开宝”发行，与万年通宝等值流通；宝龟十年（公元779年）开始，和同开珎、万年通宝、神功开宝三者等值流通。延历十五年（公元796年），“隆平永宝”发行，和同开珎、万年通宝以及神功开宝废止。
由于当时中日交流频繁，在中国也曾有“和同开珎”出土。

## 铭文争议
此钱文字的读法历来有不少争议。正史中并未提及此钱上的铭文，从江户时代开始，学者就对该钱的读法发生争论，较有影响力的说法有“和同開珍”（わどうかいちん）说、“和同開寳”（わどうかいほう）说两种。
“和同”二字的来历存在两种不同的说法。一种说法认为是年号“和铜”的简略写法。另一种说法认为此钱不是年号钱，“和同”一词意为“调和”，仅仅只是一个吉祥语而已。
“珎”字的来历也存在争论。据《辞海》，“珎”字为“珍”（日语：／ Chin）的异体字。因此此钱铭文应为“和同開珍”。寺島良安的《和漢三才圖會》、草間直方的《三貨圖彙》皆持有此观点。
另一种观点认为“珎”字是汉字“寳”的异体字。日本史料中存在将「天平勝寳四年」简化写作「天平勝珎四年」的事例。而在《東大寺献物帳》中也存在将「寳」简写为「珎」的事例，此处的「寳」是“货币”之意。此钱模仿唐朝“开元通宝”铸造，“开珎”可能是“开元通宝”之简称。皇朝十二钱中的其他钱币皆以「寳」字结尾，而之后流通的宋钱、元钱、明钱乃至江户时代的方孔钱也是如此，据此认为“珎”应为“寳”。狩谷棭齋的《錢幣攷遺》、中川積古齋的《和漢稀世泉譜》、明治时代古钱收藏家成岛柳北皆持有此种观点。
还有一种观点认为该钱的铭文应该上右下左回旋读为“和開同珎”。